# 부인초등학교
부인초등학교는 대한민국 경기도 부천시 원미구에 있는 공립 초등학교이다.

## 학교 연혁
- 1993년 4월 1일 개교